# Stefan Stößel
Stefan Stößel (* 1970 in Bad Salzungen) ist ein deutscher Maler und Grafiker. Er lebt und arbeitet in Leipzig.

## Leben und Werk
Stefan Stößel studierte von 1991 bis 1998 an der Hochschule für Grafik und Buchkunst in Leipzig bei Arno Rink Malerei und Grafik. 2000 nahm Stößel für drei Jahre sein Meisterschülerstudium bei Astrid Klein an der Hochschule für Grafik und Buchkunst in Leipzig auf. Im Anschluss daran arbeitete er von 2005 bis 2008 als Akademischer Assistent von Neo Rauch an der Hochschule für Grafik und Buchkunst in Leipzig. Seit 1994 nutzt der Maler sein Atelier in der erst später als Kunst- und Kulturstätte bekannt gewordenen Leipziger Baumwollspinnerei. 1998 war er eines der Gründungsmitglieder der Produzentengalerie Kunstraum b2, die heute unter dem Namen Galerie b2 bekannt ist und damals der erste vor Ort ansässige Ausstellungs- und Galerieraum war.
Stößels mannigfache thematische und formale Interessen führten zu einem stilistisch vielgestaltigen, teils antagonistisch anmutendem Werk. Nach Erforschung und Anverwandlung breiter kunsthistorischer Areale im Frühwerk erfolgte seit 2003 eine stärkere Hinwendung zum Genre des Stilllebens.

## Stipendien
- 1996: Arbeitsstipendium der Kulturstiftung des Freistaates Sachsen
- 2000: Aufenthaltsstipendium im Künstlerhaus Lukas, Ahrenshoop
- 2000: Aufenthaltsstipendium des Sächsischen Staatsministeriums für Wissenschaft und Kunst in Columbus (US, Ohio)

## Einzelausstellungen (Auswahl)
- 2001: „500 Punkte“, Kunstverein Leipzig
- 2002: „Frail Vibrations“, CAPRI, Berlin
- 2004: „nature morte“, Galerie Kermer, Leipzig
- 2005: „Special Selection“, Galerie Gmyrek, Düsseldorf
- 2006: „Papstar“, Laden für Nichts, Leipzig
- 2007: „Calypso“, Galerie Rosbach, Leipzig
- 2008: „A und V“, LFN zu Gast in der Galerie Wohnmaschine, Berlin
- 2010: „Monument“, Galerie Gmyrek, Düsseldorf
- 2011: „Schema“, Laden für Nichts, Leipzig
- 2012: „As a matter of fact“, Galerie m2a, Dresden

## Beteiligungen an Gruppenausstellungen (Auswahl)
- 2000: „Bildwechsel – Aktuelle Malerei aus Sachsen und Thüringen“, Museum Zwickau / Kunstsammlungen Gera
- 2002: „That the way it is“, Galerie de la Friche, Marseille (FR)
- 2005: „[update.05]“, Galerie Gmyrek, Düsseldorf
- 2006: „Zweidimensionale“, Kunsthalle der Sparkasse, Leipzig
- 2006: „Update East-West. pintura alemana de vanguardia en el MACUF“, La Coruña (SE)
- 2008: „Die Sprache der Dinge“, Anhaltische Gemäldegalerie, Dessau
- 2009: „Nur ein bisschen Kunst“ – Einfachheit als Strategie…, Kunsthalle der Sparkasse, Leipzig
- 2009: „Lubok“ – Originalgrafische Bilderbücher, Museum der bildenden Künste, Leipzig
- 2009: „Von Liebeslust und Lebenslast – der inszenierte Alltag“, Schloss Corvey, Höxter
- 2009: „Menschenbilder 1620 / 2009“, Museum Abtei Liesborn
- 2010: „Die Dinge des Lebens“, Kunsthalle der Sparkasse, Leipzig
- 2010: „Lubok – Künstlerbücher aus Leipzig“, Feininger-Galerie, Quedlinburg
- 2010: „to hell with good intentions“, Galerie Maurer, Frankfurt/Main
- 2010: „Schein oder Wirklichkeit“, Ostfriesisches Landesmuseum, Emden
- 2010: „Silent Revolution“, Keravan Taidemuseo, Kerava (FI)
- 2010: „A la c’Arte – Die Kunst des Essens, Essen in der Kunst“, Noordbrabants Museum 's-Hertogenbosch (NL)
- 2010: „Blickkontakte – Niederländische Portraits des 17. Jahrhunderts im Dialog mit Kunst der Gegenwart“, Anhaltische Gemäldegalerie Dessau
- 2011: „Lubok, Künstlerbücher aus Leipzig“, Städtisches Kunstmuseum Reutlingen
- 2011: „Unter Helden, Vor-Bilder in der Gegenwartskunst“, Kunsthalle Nürnberg
- 2011: „Saxonia Paper, Zeichnung in Sachsen“, Kunsthalle der Sparkasse Leipzig
- 2012: „Stillstehende Sachen – Niederländische Stilleben des 17. Jahrhunderts im Dialog mit zeitgenössischer Kunst“, Museum Abtei Liesborn
- 2012: „Grafica contemporanea y libros de artistas de Leipzig“, Museo Nacional de la Estampa, Mexiko-Stadt
- 2012: „Festungen – Innen und Außen“, Festung Kronach